# Psittacanthus mayanus
Psittacanthus mayanus är en tvåhjärtbladig växtart som beskrevs av Standley & Steyerm.. Psittacanthus mayanus ingår i släktet Psittacanthus och familjen Loranthaceae. Inga underarter finns listade i Catalogue of Life.